# 布艾舒奈
36°09′45″N 2°40′33″E / 36.16250°N 2.67583°E

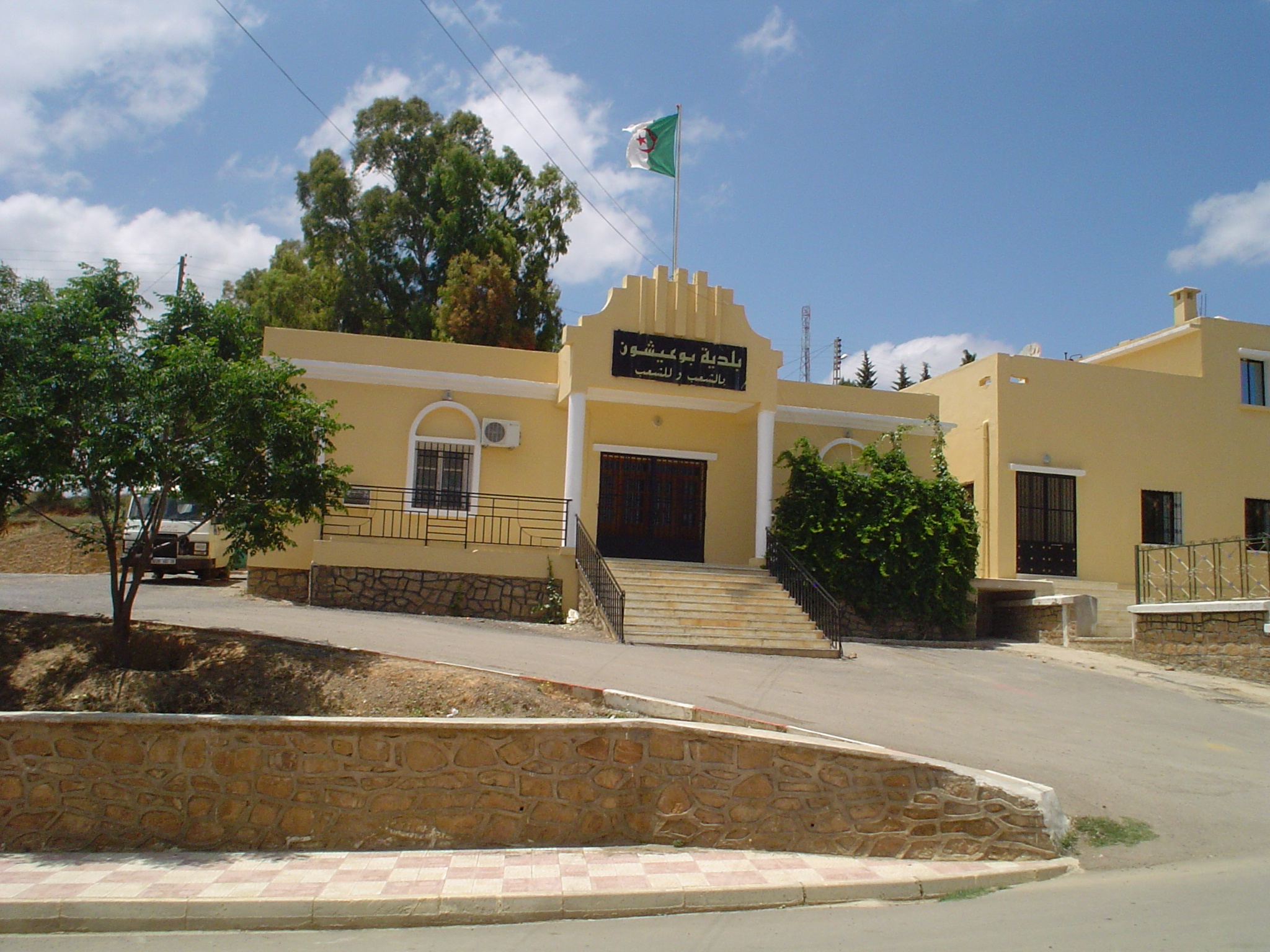

布艾舒奈（阿拉伯语：‎），是阿爾及利亞的城鎮，位於該國北部麥迪亞省，由西馬赫朱卜區負責管轄，面積77平方公里，2008年人口4,309，人口密度每平方公里56人。